# Громов, Игорь Михайлович
Игорь Михайлович Громов (13 июля (30 июня)1913, Оренбург — 2003, Санкт-Петербург) — советский и российский палеотериолог, специалист по грызунам кайнозойской эры. 
Создатель советской школы четвертичной палеотериологии.

## Биография
Сын известного палеонтолога В. И. Громовой (1891—1973).
В 1930 году закончил 41-ю Единую трудовую школу (б. Петришуле) в Ленинграде.
В 1939 году окончил биологический факультет Ленинградского Государственного Университета. В сентябре 1939 мобилизован на военную службу. Участвовал в Финской войне.
В 1943 году был принят в аспирантуру Палеонтологического института АН СССР по рекомендации А. А. Борисяка.
В 1945 году защитил диссертацию кандидата биологических наук по теме «Фауна грызунов (Rodentia) Бинагадинского четвертичного кладбища». Затем сотрудник Зоологического института АН СССР в Ленинграде.
В 1966 защищена диссертация доктора биологических наук «Грызуны антропогена Европейской части СССР (Итоги изучения ископаемых остатков)» по совокупности опубликованных работ.
С 1974 по 1980 г. руководил лабораторией териологии Зоологического института АН СССР. Профессор. Автор 120 публикаций, в том числе 5 монографий. Лауреат государственной премии за 1990 г. «Заслуженный деятель науки Российской Федерации» (1998).
Заслуженный Соросовский профессор.